# S7ICKCHICKs
S7ICKCHICKs（スリックチックス）は、かつて存在した女性ラップグループ。
2014年のバレンタインデーにYouTubeに発表した動画がきっかけで結成。2018年解散。

## メンバー
AYA a.k.a. PANDA,LIPSTORM,AYA,CASPER,FUZIKOの5人組。 

## 来歴
- 2014年
  - ISH-ONE率いるproducer unit「TEAM2MVCH」によって結成される。
  - 2月14日に『NEW MONEY female remix』を発表。
  - 5月に1stシングル「DROP GEM ON YA」でデビュー。